# Campionati mondiali juniores di sci nordico 2012
I campionati mondiali juniores di sci nordico 2012 si sono svolti dal 19 al 26 febbraio 2012 a Erzurum in Turchia. Si sono disputate competizioni nelle diverse specialità dello sci nordico: combinata nordica, salto con gli sci e sci di fondo.
A contendersi i titoli di campioni mondiali juniores sono stati i ragazzi e le ragazze fino ai vent'anni (nati nel 1992 e più giovani).

## Risultati

### Uomini

#### Combinata nordica

##### Individuale 10km
| Posizione | Atleta              | Nazione   | Tempo   |
| --------- | ------------------- | --------- | ------- |
| 1         | Mattia Runggaldier  | Italia    | 26:50,8 |
| 2         | Manuel Faißt        | Germania  | 26:57,3 |
| 3         | Michael Schuller    | Germania  | 27:00,6 |
| 4         | Christian Arlt      | Germania  |         |
| 5         | Espen Andersen      | Norvegia  |         |
| 6         | Øystein Granbu Lien | Norvegia  |         |
| 7         | Mikke Leinonen      | Finlandia |         |
| 8         | Vjačeslav Barkov    | Russia    |         |
| 9         | Alexander Brandner  | Austria   |         |
| 10        | Philipp Orter       | Austria   |         |

22 febbraio

Trampolino: Kiremitliktepe HS109

Fondo: 10 km

##### Individuale 5km
| Posizione | Atleta              | Nazione     | Tempo   |
| --------- | ------------------- | ----------- | ------- |
| 1         | Øystein Granbu Lien | Norvegia    | 12:52,9 |
| 2         | Ilkka Herola        | Finlandia   | 13:03,1 |
| 3         | Espen Andersen      | Norvegia    | 13:08,9 |
| 4         | Gō Yamamoto         | Giappone    |         |
| 5         | Mikke Leinonen      | Finlandia   |         |
| 6         | Evgenij Klimov      | Russia      |         |
| 7         | Adam Cieślar        | Polonia     |         |
| 8         | Franz-Josef Rehrl   | Austria     |         |
| 9         | Michael Ward        | Stati Uniti |         |
| 10        | Manuel Faißt        | Germania    |         |

25 febbraio

Trampolino: Kiremitliktepe HS109

Fondo: 5 km

##### Gara a squadre
| Posizione | Nazione     | Atleti                                                             | Tempo   |
| --------- | ----------- | ------------------------------------------------------------------ | ------- |
| 1         | Austria     | David Pommer Franz-Josef Rehrl Alexander Brandner Philipp Orter    | 51:16,9 |
| 2         | Italia      | Samuel Costa Roberto Tomio Manuel Maierhofer Mattia Runggaldier    | 51:31,0 |
| 3         | Germania    | Christian Arlt Tobias Simon Michael Schuller Manuel Faißt          | 51:52,2 |
| 4         | Norvegia    | Audun Hokholt Sindre Ure Søtvik Øystein Granbu Lien Espen Andersen |         |
| 5         | Russia      | Samir Mastiev Aleksej Gubin Evgenij Klimov Vjačeslav Barkov        |         |
| 6         | Finlandia   | Arttu Ålander Ilkka Herola Ville Heikkinen Mikke Leinonen          |         |
| 7         | Polonia     | Paweł Słowiok Adam Cieślar Andrzej Gąsienica Stanisław Biela       |         |
| 8         | Stati Uniti | Michael Ward Erik Lynch Clifford Field Adam Loomis                 |         |
| 9         | Giappone    | Toshihisa Denda Takuya Kaga Gō Yamamoto Takehiro Watanabe          |         |
| 10        | Francia     | Théo Hannon Hugo Buffard Thomas Strappazzon Nicolas Didier         |         |

24 febbraio

Trampolino: Kiremitliktepe HS109

#### Salto con gli sci

##### Trampolino normale
| Posizione | Atleta               | Nazione  | Tempo |
| --------- | -------------------- | -------- | ----- |
| 1         | Nejc Dežman          | Slovenia | 286,5 |
| 2         | Jaka Hvala           | Slovenia | 280,5 |
|           | Aleksander Zniszczoł | Polonia  | 280,5 |
| 4         | Phillip Sjøen        | Norvegia |       |
| 5         | Lukas Müller         | Austria  |       |
| 6         | Klemens Murańka      | Polonia  |       |
| 7         | Stefan Kraft         | Austria  |       |
|           | Christoph Stauder    | Austria  |       |
| 9         | Anže Lanišek         | Slovenia |       |
| 10        | Espen Røe            | Norvegia |       |

23 febbraio

Trampolino: Kiremitliktepe HS109

##### Gara a squadre
| Posizione | Nazione   | Atleti                                                                  | Tempo |
| --------- | --------- | ----------------------------------------------------------------------- | ----- |
| 1         | Norvegia  | Espen Røe Mats Søhagen Berggaard Simen Key Grimsrud Phillip Sjøen       | 988,5 |
| 2         | Polonia   | Bartłomiej Kłusek Krzysztof Biegun Aleksander Zniszczoł Klemens Murańka | 985,5 |
| 3         | Austria   | Christoph Stauder Ulrich Wohlgenannt Stefan Kraft Lukas Müller          | 960,0 |
| 4         | Slovenia  | Rok Justin Anže Lanišek Jaka Hvala Nejc Dežman                          |       |
| 5         | Germania  | Tobias Löffler Tobias Lugert Michael Dreher Stephan Leyhe               |       |
| 6         | Svizzera  | Luca Egloff Adrian Schuler Pascal Egloff Pascal Sommer                  |       |
| 7         | Finlandia | Miika Ylipulli Juho Ojala Sebastian Klinga Jarkko Määttä                |       |
| 8         | Russia    | Ivan Lanin Michail Maksimočkin Aleksandr Šuvalov Aleksej Romašov        |       |
| 9         | Francia   | Benjamin Raffort Sacha Gardet Nicolas Gonthier Ronan Lamy Chappuis      |       |
| 10        | Giappone  | Kanta Takanashi Shingo Nishikata Yukiya Satō Reruhi Shimizu             |       |

25 febbraio

Trampolino: Kiremitliktepe HS109

#### Sci di fondo

##### Sprint
| Posizione | Atleta                 | Nazione  |
| --------- | ---------------------- | -------- |
| 1         | Sergej Ustjugov        | Russia   |
| 2         | Sindre Bjørnestad Skar | Norvegia |
| 3         | Sondre Turvoll Fossli  | Norvegia |
| 4         | Roman Schaad           | Svizzera |
| 5         | Ermil Vokuev           | Russia   |
| 6         | Erwan Kaeser           | Svizzera |
| 7         | Samson Schairer        | Germania |
| 8         | Max Hauke              | Austria  |
| 9         | Mathias Jonasson       | Svezia   |
| 10        | Corsin Hösli           | Svizzera |

20 febbraio

Tecnica libera

##### 10 km
| Posizione | Atleta                  | Nazione   | Tempo   |
| --------- | ----------------------- | --------- | ------- |
| 1         | Sergej Ustjugov         | Russia    | 25:24,7 |
| 2         | Ermil Vokuev            | Russia    | 25:47,2 |
| 3         | Sindre Bjørnestad Skar  | Norvegia  | 25:57,1 |
| 4         | Iivo Niskanen           | Finlandia |         |
| 5         | Artëm Mal'cev           | Russia    |         |
| 6         | Max Hauke               | Austria   |         |
| 7         | Martin Løwstrøm Nyenget | Norvegia  |         |
| 8         | Sergey Mik'ayelyan      | Armenia   |         |
| 9         | Viktor Ermilin          | Russia    |         |
| 10        | Antti Ojansivu          | Finlandia |         |

22 febbraio

Tecnica classica

##### Skiathlon
| Posizione | Atleta                  | Nazione   | Tempo   |
| --------- | ----------------------- | --------- | ------- |
| 1         | Sergej Ustjugov         | Russia    | 50:28,8 |
| 2         | Artëm Mal'cev           | Russia    | 50:39,5 |
| 3         | Sindre Bjørnestad Skar  | Norvegia  | 50:53,4 |
| 4         | Dmitrij Rostovcev       | Russia    |         |
| 5         | Antti Ojansivu          | Finlandia |         |
| 6         | Ermil Vokuev            | Russia    |         |
| 7         | Martin Weisheit         | Germania  |         |
| 8         | Florian Notz            | Germania  |         |
| 9         | Martin Løwstrøm Nyenget | Norvegia  |         |
| 10        | Jun Ishikawa            | Giappone  |         |

24 febbraio

10km tecnica classica - 10km tecnica libera

##### Staffetta 4x5 km
| Posizione | Nazione    | Atleti                                                                                    | Tempo   |
| --------- | ---------- | ----------------------------------------------------------------------------------------- | ------- |
| 1         | Russia     | Artëm Mal'cev Ermil Vokuev Dmitrij Rostovcev Sergej Ustjugov                              | 47:18,2 |
| 2         | Kazakistan | Daulet Rachimbaev Sergej Malyšev Nikita Tkačenko Roman Ragozin                            | 48:03,0 |
| 3         | Norvegia   | Sondre Turvoll Fossli Martin Løwstrøm Nyenget Håvard Solås Taugbøl Sindre Bjørnestad Skar | 48:17,6 |
| 4         | Italia     | Mauro Brigadoi Giandomenico Salvadori Mario Roncador Claudio Muller                       |         |
| 5         | Francia    | Mathias Dheyriat Adrien Backscheider Gérard Agnellet Clément Parisse                      |         |
| 6         | Germania   | Florian Notz Christian Stiebritz Martin Weisheit Samson Schairer                          |         |
| 7         | Svezia     | Karl-Johan Westberg Mathias Jonasson Daniel Svensson Carl Quicklund                       |         |
| 8         | Giappone   | Hikari Fujinoki Kentaro Ishikawa Jun Ishikawa Tomoki Sato                                 |         |
| 9         | Svizzera   | Livio Bieler Linard Kindschi Corsin Hösli Erwan Kaeser                                    |         |
| 10        | Canada     | Alexis Turgeon Knute Johnsgaard Geoffrey Richards Sebastien Dandurand                     |         |

26 febbraio

### Donne

#### Salto con gli sci

##### Trampolino normale
| Posizione | Atleta            | Nazione     | Tempo |
| --------- | ----------------- | ----------- | ----- |
| 1         | Sara Takanashi    | Giappone    | 276,5 |
| 2         | Sarah Hendrickson | Stati Uniti | 265,0 |
| 3         | Carina Vogt       | Germania    | 255,5 |
| 4         | Evelyn Insam      | Italia      |       |
| 5         | Špela Rogelj      | Slovenia    |       |
| 6         | Coline Mattel     | Francia     |       |
| 7         | Yūki Itō          | Giappone    |       |
| 8         | Julia Kykkänen    | Finlandia   |       |
| 9         | Maren Lundby      | Norvegia    |       |
| 10        | Ma Tong           | Cina        |       |

23 febbraio

Trampolino: Kiremitliktepe HS109

##### Gara a squadre
| Posizione | Nazione   | Atleti                                                                    | Tempo |
| --------- | --------- | ------------------------------------------------------------------------- | ----- |
| 1         | Giappone  | Yūki Itō Yurina Yamada Kaori Iwabuchi Sara Takanashi                      | 968,0 |
| 2         | Germania  | Ramona Straub Svenja Würth Katharina Althaus Carina Vogt                  | 848,5 |
| 3         | Slovenia  | Urša Bogataj Ema Klinec Špela Rogelj Katja Požun                          | 823,5 |
| 4         | Rep. Ceca | Barbora Blažková Michaela Doleželová Natálie Dejmková Lucie Míková        |       |
| 5         | Francia   | Léa Lemare Caroline Espiau Julia Clair Coline Mattel                      |       |
| 6         | Norvegia  | Gyda Enger Jenny Synnøve Hagemoen Synne Steen Hansen Maren Lundby         |       |
| 7         | Cina      | Liu Qi Ji Cheng Li Xueyao Ma Tong                                         |       |
| 8         | Austria   | Sonja Schoitsch Chiara Hölzl Cornelia Roider Katharina Keil               |       |
| 9         | Russia    | Adelija Rašitova Anastasija Veščikova Aleksandra Kustova Sof'ja Tichonova |       |

25 febbraio

Trampolino: Kiremitliktepe HS109

#### Sci di fondo

##### Sprint
| Posizione | Atleta                 | Nazione  |
| --------- | ---------------------- | -------- |
| 1         | Stina Nilsson          | Svezia   |
| 2         | Evelina Settlin        | Svezia   |
| 3         | Christa Jäger          | Svizzera |
| 4         | Jonna Sundling         | Svezia   |
| 5         | Hilde Losgård Landheim | Norvegia |
| 6         | Anamarija Lampič       | Slovenia |
| 7         | Nika Razinger          | Slovenia |
| 8         | Roxane Lacroix         | Francia  |
| 9         | Greta Laurent          | Italia   |
| 10        | Giulia Sturz           | Italia   |

20 febbraio

Tecnica libera

##### 5 km
| Posizione | Atleta              | Nazione  | Tempo   |
| --------- | ------------------- | -------- | ------- |
| 1         | Natal'ja Žukova     | Russia   | 14:53,1 |
| 2         | Elena Soboleva      | Russia   | 14:53,9 |
| 3         | Elena Serochvostova | Russia   | 14:58,6 |
| 4         | Sofia Henriksson    | Svezia   |         |
| 5         | Anamarija Lampič    | Slovenia |         |
| 6         | Nika Razinger       | Slovenia |         |
| 7         | Theresa Eichhorn    | Germania |         |
| 8         | Anja Eržen          | Slovenia |         |
| 9         | Evgenija Oščepkova  | Russia   |         |
| 10        | Evelina Settlin     | Svezia   |         |

22 febbraio

Tecnica classica

##### Skiathlon
| Posizione | Atleta              | Nazione  | Tempo   |
| --------- | ------------------- | -------- | ------- |
| 1         | Nika Razinger       | Slovenia | 29:33,3 |
| 2         | Lea Einfalt         | Slovenia | 29:41,1 |
| 3         | Nadežda Šunjaeva    | Russia   | 29:46,6 |
| 4         | Anja Eržen          | Slovenia |         |
| 5         | Natal'ja Žukova     | Russia   |         |
| 6         | Teresa Stadlober    | Austria  |         |
| 7         | Sofia Henriksson    | Svezia   |         |
| 8         | Theresa Eichhorn    | Germania |         |
| 9         | Elena Serochvostova | Russia   |         |
| 10        | Elena Soboleva      | Russia   |         |

24 febbraio

5km tecnica classica - 5km tecnica libera

##### Staffetta 4x3,3 km
| Posizione | Nazione     | Atleti                                                                    | Tempo   |
| --------- | ----------- | ------------------------------------------------------------------------- | ------- |
| 1         | Russia      | Elena Serochvostova Natal'ja Žukova Nadežda Šunjaeva Elena Soboleva       | 34:06,1 |
| 2         | Svezia      | Evelina Settlin Sofia Henriksson Jonna Sundling Stina Nilsson             | 34:19,5 |
| 3         | Slovenia    | Anja Eržen Anamarija Lampič Lea Einfalt Nika Razinger                     | 34:19,6 |
| 4         | Germania    | Theresa Eichhorn Laura Gimmler Vanessa Hinz Victoria Carl                 |         |
| 5         | Italia      | Francesca Baudin Stefania Zanon Greta Laurent Giulia Sturz                |         |
| 6         | Norvegia    | Barbro Kvåle Thea Krokan Murud Hilde Losgård Landheim Anne-Tine Markset   |         |
| 7         | Austria     | Teresa Stadlober Lisa Unterweger Anna Roswitha Seebacher Nathalie Schwarz |         |
| 8         | Kazakistan  | Alena Vasil'čenko Anna Ševčenko Ol'ga Mandrika Anna Stojan                |         |
| 9         | Canada      | Dahria Beatty Janelle Greer Anne-Marie Comeau Emilie Stewart-Jones        |         |
| 10        | Stati Uniti | Corey Stock Mary O'Connell Emily Hannah Stephanie Kirk                    |         |

26 febbraio